# Джон Артур
Джон Дункан Артур (англ. John Duncan Arthur; 29 серпня 1929 — 19 травня 2005)  — південноафриканський боксер, бронзовий призер Олімпійських ігор з боксу у важкій вазі (1948).

## Життєпис
Народився 29 серпня 1929 року в місті Спрінгс, провінція Ґаутенг, Південна Африка.
Брав участь в XIV Літніх Олімпійських іграх 1948 року у Лондоні. У змаганнях важковаговиків почергово переміг Джеймса Галлі (Франція) і Джея Ламберта (США). У півфіналі за очками поступився майбутньому олімпійському чемпіонові Рафаелю Іглесіасу (Аргентина). У поєдинку за 3-тє місце переміг Ганса Мюллера (Швейцарія), виборовши бронзову олімпійську медаль.
Після закінчення Олімпійських ігор продовжив спортивну кар'єру у професійному боксі. Провів 41 бій, у 33 здобув перемогу, з них у 27 — достроково. Виборов і неодноразово захищав титул чемпіона Південної Африки у важкій вазі.